# ジョン・ホルト (法律家)
ジョン・ホルト（英: John Holt、1642年12月23日 - 1710年3月5日） はイングランドの法律家であり、1689年4月17日から死没するまでイングランド・ウェールズ高等法院首席判事を務めた。イングランドにおける魔女狩りの終結にあたり主要な役割を担ったことで知られる。

## 生涯
ホルトはバークシャー（こんにちのオックスフォード州）のアビンドンで、町の下院議員トーマス・ホルトと、同じくバークシャーにあるチーブリー村のジョン・ピーコック（John Peacock）の娘スーザンの息子として生まれた。彼はアビンドン・スクール、 グレイ法曹院およびオリオル・カレッジで教育を受けた。1702年、ホルトはサフォークにあるレッドグレーブ・マナーを購入した。そこはベーコン準男爵家の屋敷だったが、5代目準男爵ロバート・ベーコンは負債により地所を売却せざるを得なかった。ボドリアン図書館に保管されている1通の手紙には「高名な医師のラドクリフ氏は…ホルト主席判事の妻の命を懸命に救おうとした。彼は妻の死を願っている夫の面当てに付き添っていた」と書かれている。ジョン・ホルトの姉妹スーザンは、タバコ貿易商でありロンドン市長である リチャード・レヴェットの兄弟で郷士のフランシス・レヴェットと結婚した。
ホルトの父トーマス・ホルト卿は世襲の小さな地所を所有していたが、収入を補うため法律業を始めた。あまり成功したとは言えないものの、1677年上級法廷弁護士に任命され、トーリー党への政治的な貢献によりナイトに叙せられた。トーマス・ホルト卿の父ローランド・ホルト（1635年没バークシャーの紋章調査によれば1664年ないし66年）は、おそらく1635年（1634年OS）1月にクラーケンウェル・フィールズで強盗に殺害された商人ローランド・ホルトと同一人物である。その事件は当時バラッドや新聞で大いに周知されていた。
父がレコーダーをしていたアビンドンの自由学校に数年在籍した後、若いホルトは16歳でオリオル・カレッジに入った。彼によれば若い頃は放蕩三昧だったといい、公道で落ちている財布を拾って歩くのを習慣にしていたほどだったが、1660年ごろグレイ法曹院に入学すると、賞賛すべき努力で法律の研究に専念し、1663年に法曹界に入った。市民と宗教の自由を支持するホルトは、州のトライアルで被告の嘆願を支持するやり方で自身を際立たせた。
1685年ないし1686年、ホルトはレコーダー・オブ・ロンドンに任命されるのとほぼ同時に国王の顧問上級法廷弁護士（king's serjeant）になり、ナイトに叙された。王の平和時に戒厳令を発動するという野望に反する決定をしたことで、ホルトはレコーダーを罷免されるに至ったが、被告人の弁護士になることがないように国王の顧問上級法廷弁護士の役職に留まらされた。仮国会で貴族の査定人として働いた判事の1人であったため、ホルトは玉座に就いたウィリアム3世による憲法改正に主導的な役割を果たし、後に王座部のイングランド・ウェールズ高等法院首席判事に就任した。彼は議会に対して自身の権利を維持する不撓不屈の人物として最もよく知られている。ホイッグ党に賛同していたが、ホルトは王座部の政治的不偏性を維持し、政治的な陰謀から距離を置いた。1700年にサマーズが大法官の座を退いたとき、国爾文書により後任の依頼を受けたが、ホルトは辞退した。1710年5月にホルトはロンドンで亡くなり、レッドグレーブ教会の内陣に埋葬された。

## 担当事件
詳細はジョン・ホルトの担当事件を参照。
- クロッセ対ガードナー Crosse v Gardner (1689) Cart. 90 主席判事ホルト卿は「もしそれが故意であると明らかになったならば、売買時の確約は保証される」とした。
- ロバート・チャーノック（英語版）
- ターバービル対スタンプ Turberville v Stampe (1697) 91 ER 1072 迷惑行為と代位責任。
- メディナ対ストートンMedina v Staughton (1699) 1 Salk. 210 再び確約と保証について。
- コグス対バナード Coggs v Bernard (1703) 2 Ld Raym 909 動産の預託。
- アッシュビー対ホワイト Ashby v White (1703) 2 Ld Raym 938 投票権。
- コール対ターナー Cole v Turner (1704) 87 ER 907 暴行の定義。
- ワルデン対ホルマン Walden v Holman (1704) 6 Mod 115, Ld Raym. 1015, 1 Salk. 6 正式な名前による控訴の失効。
- コッククロフト対スミス（英語版） Cockcroft v Smith (1705) 11 Mod 43 、正当防衛。
- スミス対グールド（英語版） Smith v Gould(1705–07) 2 Salk 666 2 Salk 666、奴隷制に対する対立。91 ER 566も見よ。
- キーブラー対ヒッカリンギル（英語版） Keeble v Hickeringill (1707) 11 East 574, Holt 19 「アヒル池事件」、財産権の侵害。